# Godeni
Godeni est une commune roumaine située dans le județ d'Argeș.